# 岡島正明
岡島 正明（おかじま まさあき 1954年1月26日　-）は、日本の元農水官僚。政策研究大学院大学非常勤講師、日本サッカー協会参与。大阪府出身（福井県という資料もあり）。

## 人物
1977年農林水産省に入省。水産庁や林野庁の課長補佐を経て、1993年外食産業室長。1995年食糧庁主計課長となる。各課の課長を経て、2003年大臣官房予算課長。総括審議官、総合食料局長、大臣官房長となるが汚染米問題で処分を受け次官候補であったが、辞職。
2016年に日本サッカー協会 (JFA) 会長に就任した田嶋幸三から「ガバナンスとコンプライアンスを見てほしい」という依頼を受けてJFAの専務理事に就任するが、1期2年で退任している。

## 略歴
- 東京大学経済学部経済学科卒業[6]
- 1977年（昭和52年）4月：農林省入省
- 1984年9月：水産庁漁政部水産流通課課長補佐(総括)
- 1987年1月：水産庁研究部漁場保全課水産専門官
- 1987年4月：外務省在フランス日本国大使館一等書記官
- 1990年5月：農林水産省大臣官房秘書課付
- 1990年6月：林野庁管理部管理課課長補佐(総括)
- 1991年8月：水産庁漁政部漁政課課長補佐(総括)
- 1992年4月：水産庁漁政部漁政課調査官[2]
- 1993年8月：農林水産省食品流通局企業振興課外食産業室長[7]
- 1995年：農林水産省食品流通局企画課物価対策室長
- 1995年12月：食糧庁総務部主計課長[8]
- 1998年：農林水産省構造改善局農政部農業経営課長
- 2001年：農林水産省経営局総務課長
- 2003年1月：農林水産省大臣官房予算課長[8]
- 2004年1月：林野庁林政部長[8]
- 2005年9月：農林水産省大臣官房総括審議官[8]
- 2006年（平成18年）1月：農林水産省総合食料局長[8]
- 2008年（平成20年）1月：農林水産省大臣官房長[8]
- 2009年1月：辞職
- 2010年4月：青山学院大学大学院総合文化政策学部客員教授[8]
- 2011年10月：中央大学大学院公共政策研究科客員教授[8]
- 2012年6月：ニチレイ監査役[8]
- 2014年：政策研究大学院大学非常勤講師[5]
- 2016年3月：公益財団法人日本サッカー協会専務理事[8]

## 同期
- 佐藤正典（農林水産審議官）、内藤邦男（林野庁長官）、高橋博（総合食料局長、消費・安全局長）、山下一仁（農村振興局次長）、竹谷広之（消費・安全局長）、宮坂亘（関東農政局長）ほか。

## 著書
- サッカーファミリーへの中間報告 サッカー歴ゼロ専務理事の独白（幻冬舎メディアコンサルティング、2017年2月）ISBN 9784344911055